# Airbus Helicopters H120
Airbus Helicopters H120 (ранее Eurocopter EC120 Colibri («Колибри») — пятиместный однодвигательный легкий многоцелевой вертолет. Совместно спроектированный и разработанный Eurocopter, Китайской национальной корпорацией по импорту и экспорту авиационных технологий (CATIC), Харбинской авиастроительной корпорацией (HAIG) и Singapore Technologies Aerospace Ltd (STAero) на заводе Eurocopter во Франции в Мариньяне. EC120B также собирался компанией Eurocopter  во Франции и Австралии.
В Китае самолет производится Harbin Aircraft Manufacturing Corporation (HAMC) под обозначением HC120. В 2004 году HAMC начала местное производство HC120 на своей сборочной линии в Харбине на севере Китая. На китайском рынке вертолеты HC120 приобрели как Народно-освободительная армия, так и Народная вооруженная полиция Китая.
Вертолет предлагается в гражданском варианте для пассажирских и санитарных перевозок, тренировки летчиков и для участия в соревнованиях, а в военном варианте - для наблюдения, разведки и тренировочных полетов.

## Разработка и производство
EC120 Colibri берет свое начало от проекта под обозначением P120, перспективного вертолёта французской фирмы Aérospatiale, который должен был заменить однодвигательные вертолеты Aérospatiale Gazelle и Aérospatiale SA 315B Lama на гражданском и военном рынках. В 1980-х годах Aérospatiale искала международных партнеров для совместного производства P120, в том числе авиастроительные компании в Китае, Сингапуре и Австралии. После подавления китайским правительством протестов на площади Тяньаньмэнь в 1989 году высказывались предположения об исключении участия Китая в этом проекте.

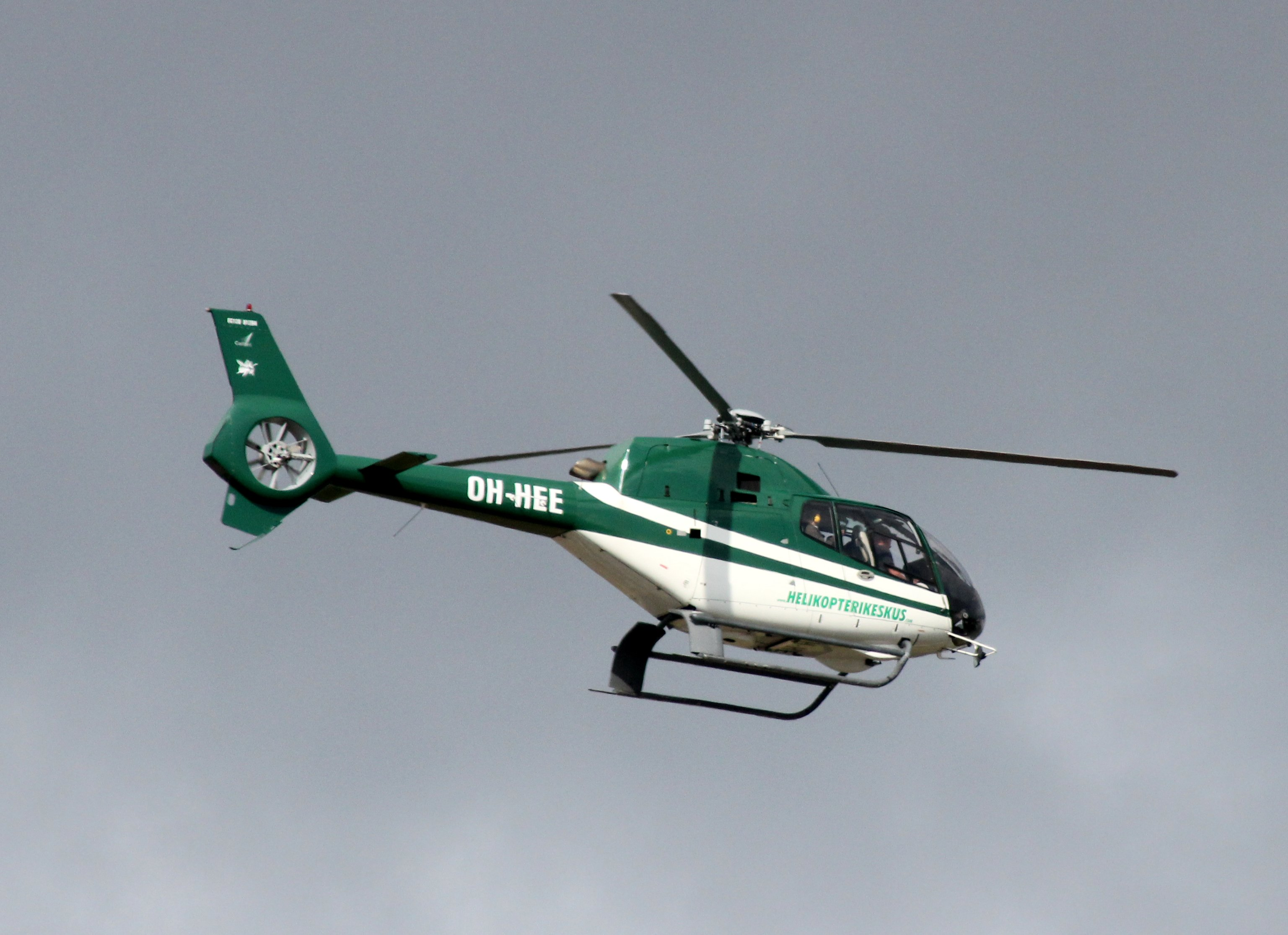
Eurocopter EC 120B на авиашоу Tour de Sky в Оулу в 2014 году

20 октября 1992 года контракт на совместную разработку нового вертолета был подписан тремя основными партнерами проекта: недавно созданной корпорацией Eurocopter, Китайской национальной корпорацией по импорту и экспорту авиационных технологий (CATIC) и Singapore Aerospace Ltd (STAero). В соответствии с соглашением о совместной разработке Eurocopter получила контрольный пакет акций в размере 61% и стала техническим лидером в программе, CATIC получила долю работ в 24%, а STAero получила долю в работе в 15%. В CATIC спроектировали и изготовили кабину и топливную систему, в STAero изготовили хвостовую балку, люки доступа к агрегатам и некоторые узлы созданные из композитных материалов, а в Eurocopter произвели динамические узлы и агрегаты, установили авионику, электрические и гидравлические системы и провели окончательную сборку. Разработка этого винтокрылого аппарата позволила компании Eurocopter расширить свою линейку выпускаемых вертолётов массой 1,5 тонны.
9 июня 1995 года первый прототип EC120 Colibri совершил свой первый полет. К февралю 1996 года прототип налетал 60 часов, позже в том же году к программе испытаний присоединился второй прототип. В феврале 1997 года EC120 Colibri был официально представлен на выставке Международной вертолетной ассоциации (HAI) в Анахайме, Калифорния, а уже к июню 1997 года на этот вертолёт было получено более 50 заказов. К октябрю 1998 года на этот летательный аппарат было получено более 100 заказов, что побудило Eurocopter увеличить объем производства с четырех вертолетов в месяц до шести. В 2002 году Eurocopter находился в процессе создания второй сборочной линии для EC120 на заводе Australian Aerospace в Брисбене, Австралия.
В сентябре 2003 года Eurocopter и China Aviation Industry Corporation II (AVIC II) расширили свое соглашение о партнерстве, включив в него соглашение о совместном производстве с дочерней компанией AVIC II - Harbin Aircraft Industry Group. 11 июня 2004 г. было подписано окончательное соглашение на запуск производства. По заключенному соглашению Китайская национальная корпорация по импорту и экспорту авиационных технологий  получила эксклюзивные права на рынок в Китае, а Eurocopter согласилась прекратить продажу построенных во Франции вертолётов EC120 на территории материкового Китая. В июне 2014 года Народно-освободительная армия Китая стала стартовым заказчиком произведенного в Харбине HC120, как сообщается, разместив заказ на восемь машин этого типа с опциями еще на пятьдесят.
30 ноября 2017 года в Airbus Helicopters официально объявили о завершении программы производства H120, сославшись на низкие объемы продаж. В 2016 году было поставлено всего пять H120 по сравнению с 63 единицами проданных Robinson R-66. В Airbus заявили, что они отходят от нижнего сегмента рынка, и эти вертолеты производить не так коммерчески выгодно, как их традиционную линейку продуктов.

## Конструкция

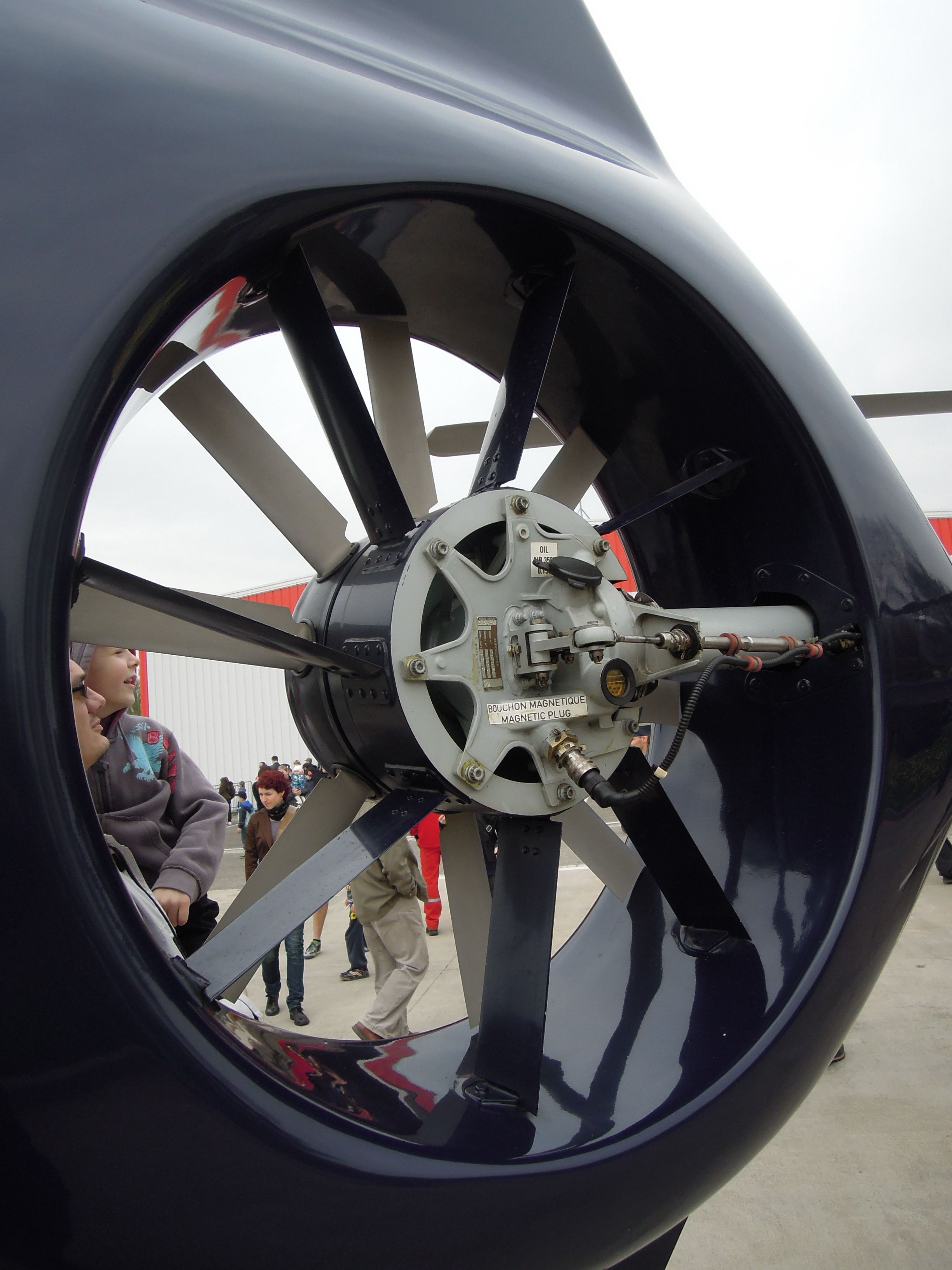
«Рулевой винт вертолета EC120, выполненный по схеме Фенестрон»

EC120B Colibri — это однодвигательный многоцелевой вертолет, предназначенный для безопасных, несложных и экономичных полётов. В нем реализовано несколько решений, запатентованных Eurocopter, наиболее известными из которых являются  втулка трехлопастного несущего винта Speriflex, составляющая интегральную конструкцию с валом несущего винта и главным редуктором. Лопасти несущего винта полностью изготовлены из композитных материалов, имеют прямоугольную форму в плане, хорда лопастей 0.26м. Рулевой винт диаметром 0.75м, восьмилопастный, типа «Фенестрон», значительно усовершенствованный, нового поколения, с улучшенными характеристиками и уменьшенным уровнем шума. Лопасти прямоугольной формы в плане, хорда лопасти 5.8см. Эти решения способствовали снижению шумовых характеристик винтокрылого аппарата, который на 6,7 децибела ниже ограничений Международной организации гражданской авиации (ИКАО).
В Airbus Helicopters утверждают, что EC120B имеет самые низкие эксплуатационные расходы в своем классе. По состоянию на 2014 год EC120 являлся единственным одномоторным винтокрылым аппаратом, сертифицированным по стандартам JAR/FAR 27. Меры, принятые для соответствия этим стандартам, включают в себя энергопоглощающую основную конструкцию, энергопоглощающие сиденья для всех на борту и ударостойкую топливную систему.
В общей кабине размерами 1.8 х 1.5 х 1.3 метра размещаются один пилот и 4 пассажира, возможна установка управления для второго пилота. По бокам кабины имеются большие сдвижные двери. Конструкция кабины подходит для широкого спектра гражданских и сопутствующих задач, и позволяет вертолёту выполнять роли служебного транспорта, морского транспорта, учебного вертолёта, вертолёта для правоохранительных органов, транспорта для эвакуации раненых или корпоративного вертолёта. Для эвакуации раненых винтокрылый аппарат может перевозить одного пилота и одного пациента на носилках, а также одного или двух медицинских работников.
Фюзеляж изготовлен в основном из композитных материалов, центральная часть цельнометаллическая, выделяется хорошими аэродинамическими формами. Хвостовая балка коническая, стыкуется с большим вертикальным оперением с каналом для рулевого винта. Под хвостовой балкой прикреплен стабилизатор размахом 2.4 метра с перевернутым профилем.
Силовая установка вертолёта из одного газотурбинного двигателя Turbomeca Arrius 1В1 взлетной мощностью 373 кВт, установленного сверху фюзеляжа за несущим винтом. Также возможна установка двигателя Pratt-Whitney Canada PW200 мощностью 475кВт. Общий запас топлива составляет 400 литров. В 2015 году компания Airbus Helicopters начала наземные испытания поршневого двигателя дизельного типа HIPE-AE440 для легкого одномоторного вертолета EC120. Этот двигатель должен был на 30% сократить расход топлива по сравнению с штатной газотурбинной установкой Turbomeca Arrius 2F.

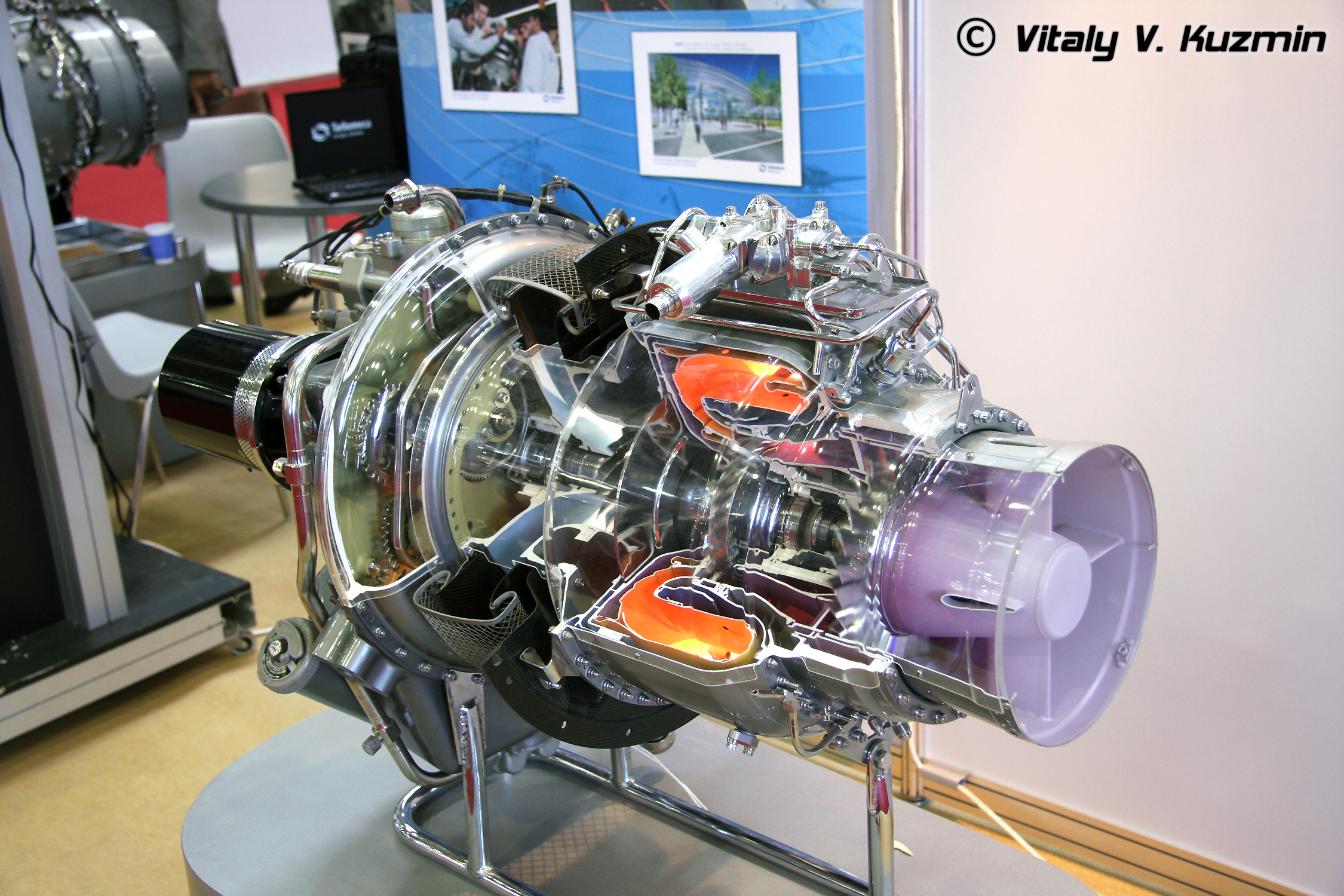
Двигатель Turbomeca Arrius 1B1 в разрезе, ставящийся на вертолёт EC120

По грузоподъемности EC120 может перевозить одного пилота плюс 755 кг груза, занимающего внутренний объём в  2,94 м3, распределенного между кабиной и трюмом объемом 0,8 м3, доступ к которому осуществляется снаружи с правой стороны и сзади, а также из салона в некоторых комплектациях. Для облегчения грузовых операций пол кабины сделан ровным и свободным от препятствий. В качестве альтернативы можно установить грузовой строп для перевозки груза массой до 700 кг на внешней подвеске вертолёта.
По данным Airbus Helicopters, EC120B является средоточием высокого уровня передовых технологий, которые делают полет винтокрылого аппарата проще и безопаснее, а также снижают общие эксплуатационные затраты. Особый акцент был сделан на том, чтобы позволить заказчикам вертолёта самостоятельно выполнять как можно большую часть задач по техническому обслуживанию.  Основной приборной панелью является двух экранный многофункциональный дисплей контроля параметров полёта и состояния двигателя (vehicle and engine multifunction display - VEMD), который обеспечивает управление и мониторинг различных аспектов винтокрылой машины, таких как контроль оборотов лопастей рулевого винта и ключевых параметров двигателя. Многофункциональный дисплей снижает общую рабочую нагрузку пилотов, обеспечивая большую безопасность полёта. Некоторые заказчики предложили свои собственные комплекты авионики для EC120, добавив такие функции, как автопилот.
Помимо различных гражданских функций, EC120 также использовался некоторые военными операторами для обучения пилотов, миссий по наблюдению и разведке, а также выполнения различных служебных задач. Airbus Helicopters продвигает этот вертолёт как учебный благодаря таким характеристикам, как надежная реакция на управление, наличия системы расчета производительности агрегатов, наличию современных приборов, упрощающих управление, общие компактные размеры и хороший обзор из кабины.
На EC120 B может быть установлен широкий спектр дополнительного оборудования, включая систему защиты от столкновения с проводами, кондиционер, пылевой фильтр, дворники, наружные зеркала с электрическим приводом, стропы для перевозки грузов на внешней подвески, аварийное плавсредство, инфракрасную камеру переднего обзора и осветительные прожекторы. Для корпоративных клиентов EC120 может быть оснащен интерьером Stylence, предлагающим роскошный салон с кожаной обивкой, различными телекоммуникационными устройствами, а со также сниженным уровнем шума и вибрации за счет дополнительной изоляции.

## История службы

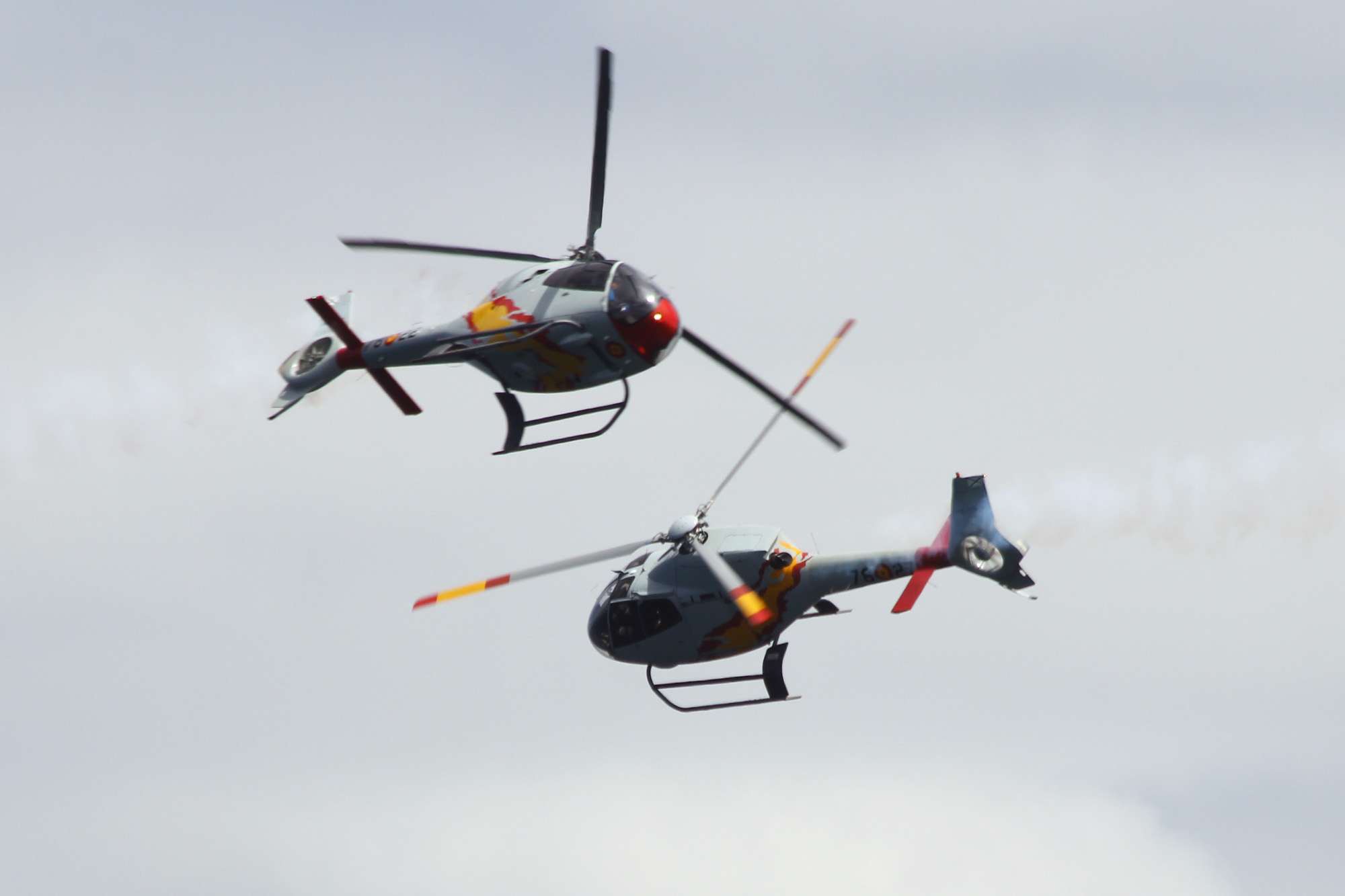
EC120 пилотажной группы Patrulla ASPA ВВС Испании

Первый EC120B «Колибри» был поставлен заказчику в 1998 году. К 2008 году компания Eurocopter уже поставила различным клиентам более 550 вертолётов этого типа.
В 2004 году служба Министерства внутренней безопасности США Погранично-таможенная служба США заключила контракт с дочерним компанией Eurocopter в США, фирмой EADS на закупку вертолётов EC120B для удовлетворения своих требований к программе Light Sign Cutter. В рамках этого проекта по приобретению легкого многоцелевого вертолёта, было объявлено о покупке 55 вертолётов общей стоимостью 75 миллионов долларов США. В пресс-релизе EADS говорилось, что вертолеты EC120 обладают рядом характеристик, полезных для миссий по патрулирования различных служб безопасности, в том числе очень низким показателем уровнем шума, что снижает вероятность того, что они будут замечены издалека объектам наблюдения. В 2006 году Министерство внутренней безопасности заказало 15 вертолетов EC120B, а с тех пор было заказано еще пять самолетов.
Испанские военно-воздушные силы закупили несколько вертолётов EC120, которые используются в качестве учебно-тренировочных вертолетов на авиабазе Армилла. В 2003 году в ВВС сформировали пилотажную группу Patrulla ASPA, которая использует эти вертолёты. Типичный показ включает в себя выступление пяти EC120, выполняющих сложные маневры в дополнение к групповому полету.
В январе 2008 года министерство обороны Франции выбрало EC120 в качестве нового учебно-тренировочного вертолёта Корпуса армейской авиации Франции, который заменил Aérospatiale Gazelle. 36 вертолётов EC120B, оснащенных авионикой производства компании SAGEM, будут эксплуатироваться в рамках 22-летнего государственно-частного партнерства  с оператором Hélidax. 12 октября 2010 года последний EC120 был доставлен в Hélidax.
С 2011 года несколько EC120 эксплуатируются дорожной полицией Курдистана. По состоянию на 2014 год их экипажи обучены выполнять наблюдательные и спасательные миссии на этих вертолётах.

## Операторы

### Гражданские операторы

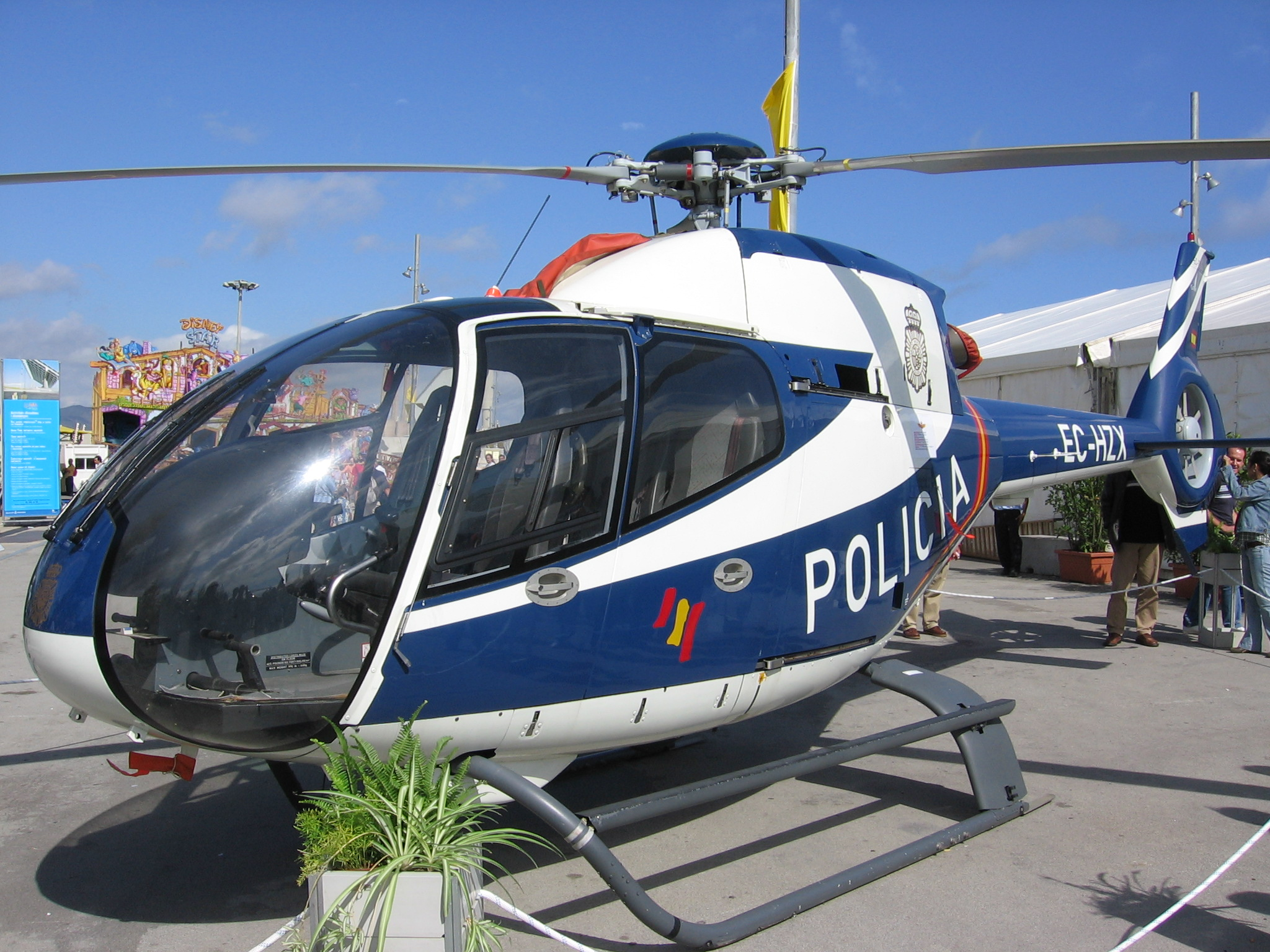
EC 120B принадлежащий Национальной полиции Испании

EC120 используется как частными лицами, так и компаниями, чартерными вертолетными компаниями и летными школами, а также правоохранительными органами и правительствами. Ниже представлен список некоторых гражданских эксплуатантов этого вертолёта.
 Австралия
- Westpac Life Saver Rescue Helicopter Service[англ.][29]

 Бразилия829
- Федеральная дорожная полиция Бразилии

 Германия
- Федеральная полиция Германии[30]

 Испания
- Национальная полиция Испании[31]

 Канада
- Полиция муниципалитета Йорк[32]
- Служба полиции Виннипега[33]
- Служба полиции Эдмонтона[34]
- Служба полиции Калгари[35]
- Королевская канадская конная полиция[32]

 Курдистан
- Дорожная полиция Курдистана[36]

 Литва
- Служба охраны государственной границы Литвы[37]

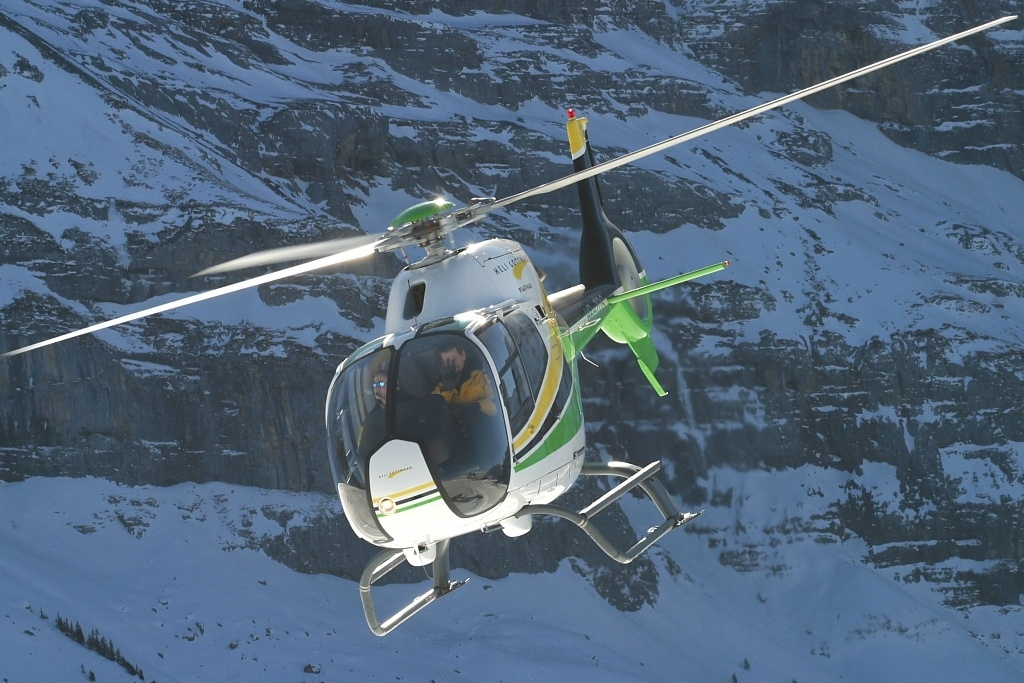
Eurocopter EC-120B в Швейцарских Альпах

 Соединенные Штаты Америки
- Департамент полиции Альбукерке[38]
- Департамент полиции Балтимора[39]
- Департамент полиции Остина[40]
- Департамент полиции Сан Хосе[41]
- Офис Шерифа округа Санта-Клара[42]
- Офис Шерифа округа Сакраменто[43]

### Военные операторы
Индонезия
- Сухопутные войска Индонезии[44]
- ВВС Индонезии[45]
- ВМС Индонезии[45]

 Испания
- ВВС Испании[45]

 Китайская Народная Республика
- Сухопутные войска КНР[45]

 Малайзия
- Королевские ВВС Малайзии[46]

 Мьянма
- ВВС Мьянмы[45]

 Сингапур
- ВВС Сингапура[45]

 Франция
- Армейская авиация Франции[45]

## Тактико-технические характеристики
Источник данных: Jane's 

Технические характеристики
- Экипаж: 1-2 пилота
- Пассажировместимость: до 4 пассажиров
- Длина: 11,52 м
- Длина фюзеляжа: 9,6 м
- Диаметр несущего винта: 10,0 м
- Диаметр фенестрона: 0,75 м

- Максимальная ширина фюзеляжа: 1,5 м
- Высота: 3,4 м (с хвостовым винтом)
- Площадь, ометаемая несущим винтом: 78,54 м²
- Колея шасси: 2,07 м
- Масса пустого: 960 кг
- Максимальная взлётная масса: 1 715 кг
  - с подвесным грузом: 1 800 кг
- Масса полезной нагрузки: 755 кг
- Масса подвески: 700 кг
- Объём топливных баков: 416 л
- Силовая установка: 1 × турбовальный Turbomeca TM 319 Arrius 2F
- Мощность двигателей: 1 × 504 л.с. (1 × 376 кВт (взлётная))Габариты грузовой кабины
- Длина: 2,3 м
- Ширина: 1,35 м
- Высота: 1,25 м
- Площадь: 3,0 м²

Лётные характеристики
- Максимально допустимая скорость: 278 км/ч
- Максимальная скорость: 226 км/ч
- Крейсерская скорость: 191 км/ч
- Практическая дальность: 727 км
- Перегоночная дальность: * Продолжительность полёта: 4 часа 32 мин.
- Практический потолок: 5 180 м
- Статический потолок:  
  - с использованием эффекта земли: 2 820 м
  - без использования эффекта земли: 2 320 м
- Скороподъёмность: 6,1 м/с
- Нагрузка на диск: 21,8 / 22,9 кг/м² (без / с подвеской)
- Тяговооружённость: 192,3 / 183,5 Вт/кг (без / с подвеской на трансмиссию при максимальной взлётной массе)

## Аварии и катастрофы
- 17 июня 2000 года вертолёт Eurocopter EC 120B Colibri разбился неподалеку от коммуны Моэна, провинция Тренто, Италия. Находящийся на борту пилот погиб[47].
- 31 марта 2005 года Eurocopter EC 120B, принадлежащий компании India Fly Safe Aviation разбился в штате Сахаранпур, Индия. Причиной послужила падение при посадке с использованием авторотации, из-за отказавшего двигателя. Из пятерых человек, находящихся на борту, трое погибли[48].
- 15 октября 2009 года вертолет «Колибри», принадлежащий консульству Гаити в Доминиканской Республике врезался в гору на юге страны в условиях дождливой погоды и плохой видимости. Погибли все трое находящихся на борту. Причиной катастрофы была названа ошибка пилота, который в сложных метеоусловиях нарушил нижнюю границу предельно допустимой высоты и врезался в гору в условиях сильно пересеченной местности[49].
- 20 июля 2012 года в Малайзийском штате Саравак потерпел катастрофу Eurocopter EC 120B, принадлежащий компании Sebiro Holding Co. Из четверых находившихся на борту выжил только пилот, получивший серьезные травмы[50].
- 21 июля 2013 вертолёт EC 120, принадлежащий компании «Северные Реки» совершил аварийную посадку в туристическом лагере под Мурманском. Уже после посадки вертолета на землю и высадки пассажиров, пилот попытался поднять машину в воздух. Однако вертолет завалился на бок и задел людей лопастями винта. Сам пилот также пострадал при ударе машины о землю. Сообщалось, что вертолет потерял равновесие из-за сильного порыва бокового ветра. По предварительной версии следователей, виновником гибели двоих британцев и одного россиянина стал пилот вертолета, совершившего жесткую посадку[51].
- 13 мая 2014 года во Всеволожском районе Ленинградской области во время полёта разбился вертолёт Eurocopter EC120  (рег. №  RA-07232). Погибли пилот и пассажир[52].
- Во вторник, 28 ноября 2017 года, в километре от села Шиновка Тамбовской области потерпел крушение частный вертолёт Eurocopter EC120. На борту воздушного судна находилось два человека — оба погибли на месте аварии[53].
- 22 ноября 2018 года вертолёт EC120 вылетел из региона Рио-Сан-Хуан в Никарагуа в международный аэропорт Ла-Романа в Доминиканской Республике с 5 людьми на борту. После перевода на диспетчера Ла-Романа пилот сообщил, что находится в 6 милях к северо-западу от него, а вышка сообщила о ином расположении. Примерно через 30 секунд диспетчер потерял визуальный контакт с вертолетом и несколько раз пытался выйти на связь, но ответа не получил. Вертолет разбился и все находившиеся на борту погибли[54].